# Georg Ludwig Heinrich Karl Wedemeyer
Georg Ludwig Heinrich Karl Wedemeyer (* 22. April 1790 in Elbingerode; † 15. Dezember 1829 in Hannover) war ein kurhannoverischer Arzt und Physiologe.

## Herkunft
Er war der Sohn des Amtsmanns von Elbingerode Christian Friedrich Wedemeyer. Sein Bruder Johann Friedrich Adolph Ferdinand (1793–1863) wurde hannoverischer Staatsminister.

## Leben
Er erhielt seine schulische Ausbildung im Kloster Berge und immatrikulierte 1808 an der Universität Göttingen. Er gewann 1811 den Preis der Medizinischen Fakultät und promovierte dort am 8. Juli 1812 mit der Dissertation „De febre petechiali“. Anschließend ließ er sich als Arzt in Nordhausen und dann in Hannover nieder. Dort machte er am 26. Februar 1813 dann auch seine erste (und erfolgreiche) Staroperation. Während der Befreiungskriege ging er im September 1813 als Militärarzt in das Korps Wallmoden und wurde zunächst Direktor des Lazaretts in Lüneburg. Dort wurde er am 15. April 1814 zum Oberstabschirurg ernannt. Während des Sommerfeldzuges von 1815 organisierte er die hannoverischen Hospitäler in den Niederlanden und leistete in dieser Stellung, besonders nach der Schlacht von Waterloo, den Verwundeten aufopferungsvolle Hilfe. Dort erkrankte er an einer Brustkrankheit (vmtl: Lungentuberkulose), die ihm den Rest seines Lebens verfolgte. Auf Grund seiner angeschlagenen Gesundheit, gab er die Leitung der Lazarette ab und kehrte nach Hannover zurück. Dort wurde er im März 1816 zunächst Hofchirurg und 1825 Nachfolger von Christian Friedrich Stromeyer als königlicher Leibchirurg sowie Mitglied der königlichen Armee-Medizinal-Behörde.
Wedemeyer hat sich in der Geschichte der Physiologie durch eine Reihe von experimentellen Arbeiten ein Andenken gesichert. Sie betreffen besonders die Lehre vom Nervensystem, der Atmung und dem Blutkreislauf.

### Werke
Von den verschiedenen in Rust’s Magazin für Heilkunde und Meckel’s Archiv der practischen Arzneikunde publizierten Aufsätzen sind erwähnenswert:
- „Commentatio historica pathologiam pilorum corporis humani sistens“ (Göttingen 1813), Digitalisat
- „Ueber die Erkenntniß und Behandlung des Typhus in seinem regulären und anomalen Verlaufe“ (Halberstadt 1813), Digitalisat
- „Physiologische Untersuchungen über das Nervensystem und die Respiration und deren Einfluß auf den Organismus“ (Hannover 1817), Digitalisat
- „Untersuchungen über den Kreislauf des Bluts und insbesondere über die Bewegung desselben in den Arterien und Capillargefäßen“ (Hannover 1828), Digitalisat